# Argyrolobium stipulaceum
Argyrolobium stipulaceum là một loài thực vật có hoa trong họ Đậu. Loài này được Eckl. & Zeyh. miêu tả khoa học đầu tiên.